# Lormaye
Lormaye ist eine französische Gemeinde mit 683 Einwohnern (Stand: 1. Januar 2022) im Département Eure-et-Loir in der Region Centre-Val de Loire; sie gehört zum Arrondissement Dreux und ist Teil des Kanton Épernon. 

## Geographie
Lormaye liegt etwa 21 Kilometer nordnordwestlich von Chartres an der Eure. Umgeben wird Lormaye von den Nachbargemeinden Coulombs im Norden und Osten, Villiers-le-Morhier im Südosten sowie Nogent-le-Roi im Süden und Westen.
| Bevölkerungsentwicklung    | Bevölkerungsentwicklung | Bevölkerungsentwicklung | Bevölkerungsentwicklung | Bevölkerungsentwicklung | Bevölkerungsentwicklung | Bevölkerungsentwicklung | Bevölkerungsentwicklung | Bevölkerungsentwicklung |
| -------------------------- | ----------------------- | ----------------------- | ----------------------- | ----------------------- | ----------------------- | ----------------------- | ----------------------- | ----------------------- |
| Jahr                       | 1962                    | 1968                    | 1975                    | 1982                    | 1990                    | 1999                    | 2006                    | 2018                    |
| Einwohner                  | 528                     | 531                     | 520                     | 520                     | 562                     | 575                     | 623                     | 663                     |
| Quellen: Cassini und INSEE |                         |                         |                         |                         |                         |                         |                         |                         |

## Sehenswürdigkeiten
- Turm von Le Pilori, Rest der früheren Kirche Saint-Jean, seit 1972 Monument historique
- Brücke von Noailles von 1756, Monument historique seit 1984

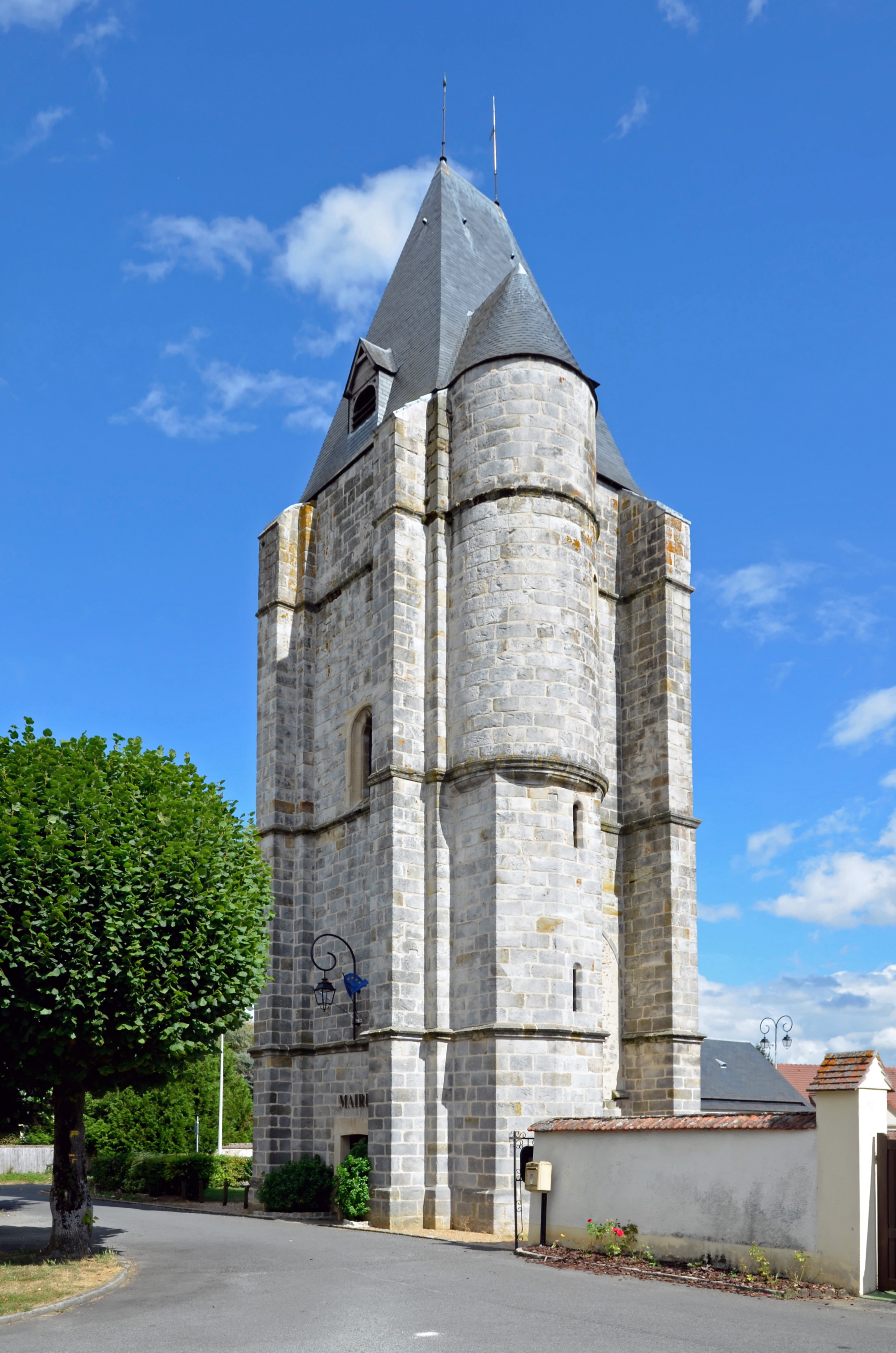
Turm von Le Pilori

## Persönlichkeiten
- Gratien Candace (1873–1953), Journalist und Politiker